# Laval-Atger
Pour les articles homonymes, voir Laval et Atger.
Laval-Atger est une ancienne commune française, située dans le département de la Lozère en région Occitanie. Ses habitants sont appelés les Lavalains.
Au 1er janvier 2017, elle a fusionné avec la commune de Saint-Bonnet-de-Montauroux pour devenir la commune de Saint-Bonnet-Laval.

## Géographie

### Communes limitrophes
|                    |             | Saint-Bonnet-de-Montauroux (Saint Bonnet-Laval) |
| Bel-Air-Val-d'Ance | Laval-Atger |                                                 |
| Grandrieu          |             | Auroux                                          |

### Hydrographie
Le Grandrieu et le Chapeauroux arrosent la commune.

## Histoire

### Héraldique
| Laval-Atger | Le blasonnement de Laval-Atger est : de gueules à la fontaine d'argent, chaussé d'argent aux deux abeilles de gueules ; au chef échiqueté d'azur et d'argent de deux tires |

## Politique et administration
| Période | Période                    | Identité       | Étiquette | Qualité |
| ------- | -------------------------- | -------------- | --------- | ------- |
| 2017    | En cours (au 12 août 2020) | Josette Thomas |           |         |

## Démographie
L'évolution du nombre d'habitants est connue à travers les recensements de la population effectués dans la commune depuis 1793. À partir du 1er janvier 2009, les populations légales des communes sont publiées annuellement dans le cadre d'un recensement qui repose désormais sur une collecte d'information annuelle, concernant successivement tous les territoires communaux au cours d'une période de cinq ans. 
Pour les communes de moins de 10 000 habitants, une enquête de recensement portant sur toute la population est réalisée tous les cinq ans, les populations légales des années intermédiaires étant quant à elles estimées par interpolation ou extrapolation. Pour la commune, le premier recensement exhaustif entrant dans le cadre du nouveau dispositif a été réalisé en 2007,.
En 2014, la commune comptait 167 habitants, en évolution de +1,21 % par rapport à 2009 (Lozère : −1,04 %, France hors Mayotte : +2,49 %).
| 1793 | 1800 | 1806 | 1821 | 1831 | 1836 | 1841 | 1846 | 1851 |
| ---- | ---- | ---- | ---- | ---- | ---- | ---- | ---- | ---- |
| 283  | 300  | 290  | 339  | 353  | 357  | 360  | 305  | 411  |

| 1856 | 1861 | 1866 | 1872 | 1876 | 1881 | 1886 | 1891 | 1896 |
| ---- | ---- | ---- | ---- | ---- | ---- | ---- | ---- | ---- |
| 420  | 402  | 401  | 447  | 455  | 441  | 461  | 435  | 400  |

| 1901 | 1906 | 1911 | 1921 | 1926 | 1931 | 1936 | 1946 | 1954 |
| ---- | ---- | ---- | ---- | ---- | ---- | ---- | ---- | ---- |
| 428  | 425  | 405  | 412  | 381  | 361  | 326  | 320  | 253  |

| 1962 | 1968 | 1975 | 1982 | 1990 | 1999 | 2007 | 2012 | 2014 |
| ---- | ---- | ---- | ---- | ---- | ---- | ---- | ---- | ---- |
| 202  | 161  | 202  | 240  | 203  | 190  | 168  | 167  | 167  |

## Lieux et monuments
- Croix
- Église Saint-Privat